# NGC 7042
NGC 7042 est une vaste galaxie spirale située dans la constellation de Pégase. Sa vitesse par rapport au fond diffus cosmologique est de 4 759 ± 23 km/s, ce qui correspond à une distance de Hubble de 70,2 ± 4,9 Mpc (∼229 millions d'al). NGC 7042 a été découverte par l'astronome germano-britannique William Herschel en 1784.
NGC 7042 a été utilisé par Gérard de Vaucouleurs comme une galaxie de type morphologique SA(s)b dans son atlas des galaxies.
La classe de luminosité de NGC 7042 est II et elle présente une large raie HI.

## Supernova
La supernova SN 2013fw a été découverte dans NGC 7042 le 22 octobre 2013 par les astronomes chinois Gao Xing et Jin Zhangwei. Cette supernova était de type Ia-HV et sa magnitude au moment de sa découverte était de 17,1.

## Groupe de NGC 7042
Selon A. M. Garcia NGC 7042 est la principale galaxie d'un groupe qui porte son nom. Le groupe de NGC 7042 renferme au moins 11 membres dont NGC 7015, NGC 7025, NGC 7042, NGC 7043, IC 1359 et six autres galaxies du catalogue Uppsala.
D'autre part, NGC 7042 et NGC 7043 forment une paire de galaxie,.

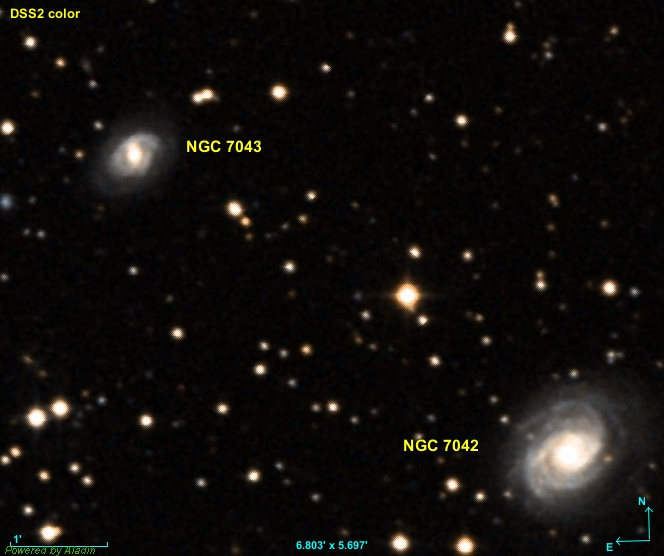
La paire de galaxies NGC 7042 et NGC 7043.